# 清源镇 (清徐县)
清源镇，是中华人民共和国山西省太原市清徐县下辖的一个乡镇级行政单位。

## 行政区划
清源镇下辖以下地区：
清泉湖社区、贯中社区、康乐社区、迎新社区、葡乡社区、金沙滩社区、市楼社区、南二街社区、东湖社区、白衣庵社区、南门社区、清源路社区、通湖路社区、城东社区、春苑社区、育青北社区、永定街社区、西门坡社区、醋都社区、育青南社区、旭升南社区、北关社区、六合村、大北村、小北村、北营村、平泉村、固驿村、大峪村、毛儿梁村、西木庄村、陈庄村、罗家庄村、温南社村、孔村、东范庄村、西范庄村、吴村、上闫村、张闫村、郝闫村、牛家寨村、柴家寨村、油房堡村和贾兆村。